# Vladimir Ryženkov
Vladimir Il'ič Ryženkov (in russo Владимир Ильич Рыженков?; Pridneprovskaja, 27 agosto 1948 – Mosca, 14 agosto 2011) è stato un sollevatore sovietico campione mondiale ed europeo che gareggiò nella categoria dei pesi massimi leggeri (fino a 82,5 kg.).

## Biografia
Allenato da Vladimir Puškarëv, nel 1973 Ryženkov vinse il titolo nazionale sovietico e fu convocato per i successivi Campionati europei di Madrid, dove vinse la medaglia d'oro con 352,5 kg. nel totale. Lo stesso anno conquistò la medaglia d'oro anche ai Campionati mondiali de L'Avana con 350 kg. nel totale.
L'anno seguente confermò il titolo continentale ai Campionati europei di Verona con 357,5 kg. nel totale, ma ai Campionati mondiali di Manila terminò fuori classifica, dopo aver concluso al 1º posto la prova di strappo, per aver fallito la prova di slancio a causa di un infortunio ad un gomito mentre cercava di stabilire il record mondiale della stessa prova.
Non riuscì, in seguito, a riprendersi completamente da questo incidente di gara e decise di ritirarsi dalle competizioni, dedicandosi all'attività di allenatore e dirigente di sollevamento pesi.
Nel corso della sua carriera di sollevatore Ryženkov stabilì 12 record mondiali, di cui 6 nella prova di strappo, 3 nella prova di slancio e 3 nel totale.
Morì a Mosca il 14 agosto 2011 e fu sepolto nel cimitero di Chimki.